# Payoneer
Пејонир је компанија за финансијске услуге која нуди интернетски пренос новца и услуге дигиталног плаћања. Власници рачуна могу слати и примати средства на свој банковни рачун, Пејонир е-новчаник или на припејд Мастеркард дебитну картицу, која се може користити путем интернета или на продајним местима. Компанија је специјализована за олакшавање прекограничног плаћања Б2Б-а. Омогућује прекограничне трансакције у 200 држава и територија и више од 150 локалних валута, са својим прекограничним банковним трансферима, интернетским плаћањима и платном картицом која се може допуњавати.
Компаније попут Ер би-ен-би, Амазон, Гугл и Апворк користе Пејонир за слање масовних исплата широм света. Користе га и тржишта е-трговине као што је Волмарт, тржишта фриленсера као што су Фајвер и Енвато, и ради са огласним мрежама како би повезао ове фирме са издавачима изван своје земље.
Седиште компаније је у Њујорку. У 2019. години компанија је запошљава отприлике 1200 људи, и пружа услуге за преко 4 милиона клијената у 14 канцеларија широм света. У 2019. години компанија је процењена на преко милијарду долара.

## Историја
Пејонир је основан 2005. године са 2 милиона долара улагања од оснивача и тадашњег извршног директора Јувала Тала, бившег официра израелске војске и других приватних инвеститора.
У марту 2016. године, фирма је купила интернетску компанију за депоновање Армор Пејментс са циљем да се уђе на тржиште Б2Б трансакција у опсегу 500$ и 1,000,000$, тамо где се кредитне картице и акредитиви не могу користити. Такође је почела да сарађује са латиноамеричким сајтом за е-трговину Линио.
У августу 2016. компанија је додала услугу аутоматизованог пореског обрасца у своју понуду.
У октобру 2016. компанија је добила 180 милиона долара из компаније Текнолоџи Кросовер Венчурс (енгл. Technology Crossover Ventures), чиме је целокупно финансирање достигло 234 милиона долара.
Током 2009. године, Пејонир је постао доступан за употребу на Филипинима, а касније је отворио канцеларије у Манили 2016. године. Компанија је 2016. отворила канцеларије у Јапану. Направљено је партнерство са јапанским гигантом е-трговине Ракутеном, које је имало за циљ отварање њихове америчке странице rakuten.com продавцима који се налазе ван Сједињених Америчких Држава.
Такође су удружили са корејским интернет Б2Б тржиштем EC21. Током 2017. године компанија је објавила АПИ за интегрисано плаћање за СааС провајдере како би повезали Б2Б плаћања преко клауд платформи.
Јуна 2017. компанија је отворила канцеларију у Лондону.

### Истрага у Дубаију
Дана 19. јануара 2010. године, Махмуд Ал-Мабхух, тадашњи шеф логистике и набавке оружја за војно крило Хамаса, пронађен је мртав у својој хотелској соби Дубаију.
Истрага дубајске полиције показала је да су неки осумњичени за убиство користили Мастеркард од стране америчке Мета банке, али издате од Пејонира, како би платили авионске карте за Дубаи.
Постојале су оптужбе да је атентат оркестрирао Мосад. Пејонир је дубанској полицији понудио своју пуну сарадњу током истраге убиства.

### Француски Ер би-ен-би
Пејонир се у новембру 2013. удружио са популарним вебсајтом за налажење смештаја Ер би-ен-бијом. Аранжман је омогућио издаваоцима некретнина да са лакоћом повуку зараду користећи своје припејд Пејонир дебитне картице. У децембру 2017. године  Француске власти су овај истражиле платни систем, који је дозвољавао издаваоцима некретнина да примају своје уплате директно, а да претходно нису депоновани зараду на своје банковне рачуне, што доводи до могућности избегавања пореза. Ер би-ен-би се сложио да повуче систем плаћања у Француској.
Пејонир је одговорио, рекавши да је то "регулисана платна компанија, која послује у потпуном складу са законима и прописима Европске уније", и да је "идеја да ће Пејонирови производи помоћи да се избегне плаћање пореза или омогућити прање новца категорично погрешна."

### Индија
Фирма је затворила своје услуге на индијском тржишту 2011. године од стране Резервне банке Индије због одређених директива које примењује РБИ. Пејонир је поново ушао на индијско тржиште 2016. године, након што је потписао партнерство са Индусинд банком и добио одобрење централне банке. Компанија је прилагодила своју понуду за индијско тржиште, додавши посебне системе извештавања и лимите преноса средстава који су у складу са локалним правилима.